# چاشن
چاشن (به لهستانی:  Czaszyn) یک روستا در لهستان است که در Zagórz واقع شده‌است. چاشن ۱۰٫۶۶۱۷ کیلومتر مربع مساحت و ۱٬۴۱۰ نفر جمعیت دارد و ۳۳۰–۵۲۵ متر بالاتر از سطح دریا واقع شده‌است.